# 廉江中学
21°36′43″N 110°16′46″E / 21.61196°N 110.27944°E
廉江中学是位于广东省湛江市廉江市的一所重点中学。廉江中学创立时最初使用的名称是“廉江县第一中学”，接着曾先后改为“廉城中学”和“廉江县廉江中学”，“廉江市廉江中学”是其现在使用的名称。

## 基本情况
廉江中学学校占地面积为138亩，有100多个教学班（高中80左右班，初中30班），在校学生6300多人，在岗教职工520多人，中高级教师占专任教师的65％以上。其中，高级教师75人，中级教师215人，特级教师1人。在以上教师中，有8位教师受到国家级表彰，60位教师受到省级表彰，12位教师参加省级骨干教师培训，6人被评为廉江市专业技术拔尖人才。

## 著名校友
从廉江中学毕业的著名校友包括：
- 温玉柱，曾担任广东省委常委、广东省军区司令员；
- 陈大豪，曾任最高人民检察委员会委员、山西省检察院检察长；
- 全家荣，曾任云南省副省长、人大秘书长。